# Impasto

Natură statică: Vază cu trandafiri roz (1890) este o pictură în ulei de Van Gogh care folosește pe scară largă tehnica impasto-ului.

Impasto este o tehnică folosită în pictură, în care vopseaua este așezată în strat gros pe o zonă a suprafeței. De obicei, este un strat suficient de gros încât să fie vizibile tușele pensulei sau ale cuțitului pentru pictură. Vopseaua poate fi amestecată chiar pe pânză. Când este uscat, impasto prezintă textură; vopseaua pare să iasă din pânză.

## Etimologie
Cuvântul impasto este de origine italiană; în care înseamnă „aluat” sau „amestec”; este legat de verbul impastare, "a frământa" sau "a lipi". Utilizarea italiană a impasto include atât o pictură, cât și o tehnică de olărit. Substantivul rădăcină al impasto este pasta , care înseamnă „pastă”.

## Mediu
Vopseaua în ulei este mediul tradițional pentru pictura impasto, datorită consistenței sale groase și a timpului lent de uscare. Vopseaua acrilică poate fi folosită și pentru impasto prin adăugarea de geluri acrilice cu corp greu. Impasto nu se utilizează, în general, în acuarelă sau tempera fără adăugarea unui agent de îngroșare din cauza subțirimii inerente a acestor medii. Un artist care lucrează cu pasteluri poate produce un efect de impasto limitat prin apăsarea fermă a unui pastel moale pe hârtie.

## Scopuri
Tehnica impasto servește mai multor scopuri. În primul rând, face ca lumina să se reflecte într-un mod special, oferind artistului un control suplimentar asupra jocului de lumină din pictură. În al doilea rând, poate adăuga expresivitate picturii, privitorul putând observa forța și viteza cu care artistul a aplicat vopseaua. În al treilea rând, impasto poate transforma o lucrare dintr-o pictură într-o sculptură tridimensională. Primul obiectiv a fost inițial urmărit de maeștri precum Rembrandt, Titian și Vermeer, pentru a reprezenta faldurile hainelor sau bijuteriilor: a fost apoi juxtapus cu un stil de pictură mai delicat. Mult mai târziu, impresioniștii francezi au creat lucrări care acopereau pânze întregi cu texturi impasto bogate. Vincent van Gogh l-a folosit frecvent pentru estetică și expresie. Expresioniștii abstracti, precum Hans Hofmann⁠(d) și Willem de Kooning, l-au folosit pe scară largă, motivați în parte de dorința de a crea picturi care să înregistreze în mod dramatic acțiunea picturii în sine. Și mai recent, Frank Auerbach a folosit un impasto atât de puternic încât unele dintre picturile sale devin aproape tridimensionale.
Impasto conferă textură picturii, ceea ce înseamnă că poate fi opus stilurilor de pictură mai plate, netede sau amestecate.

## Artiști
Mulți artiști au folosit tehnica impasto. Unele dintre cele mai notabile includ: Rembrandt van Rijn, Diego Velázquez, Vincent van Gogh, Jackson Pollock și Willem de Kooning.

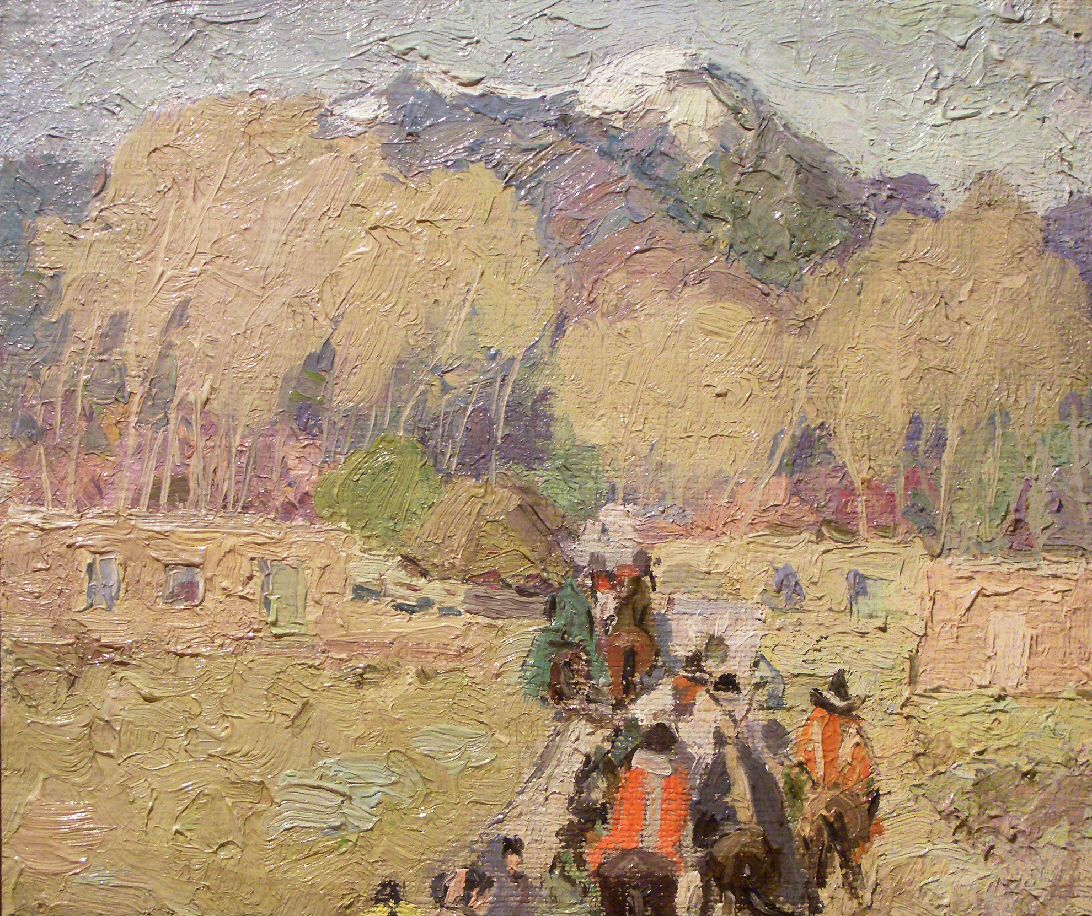
Muntele Taos, drumul spre casă de Cordelia Wilson⁠(d) (1920). Un peisaj executat în întregime cu o tehnică de impasto îndrăzneață.
Noapte înstelată de van Gogh (1889). Tehnica impasto și structura liniilor oferă privitorilor săi senzația că cerul se mișcă.[3]
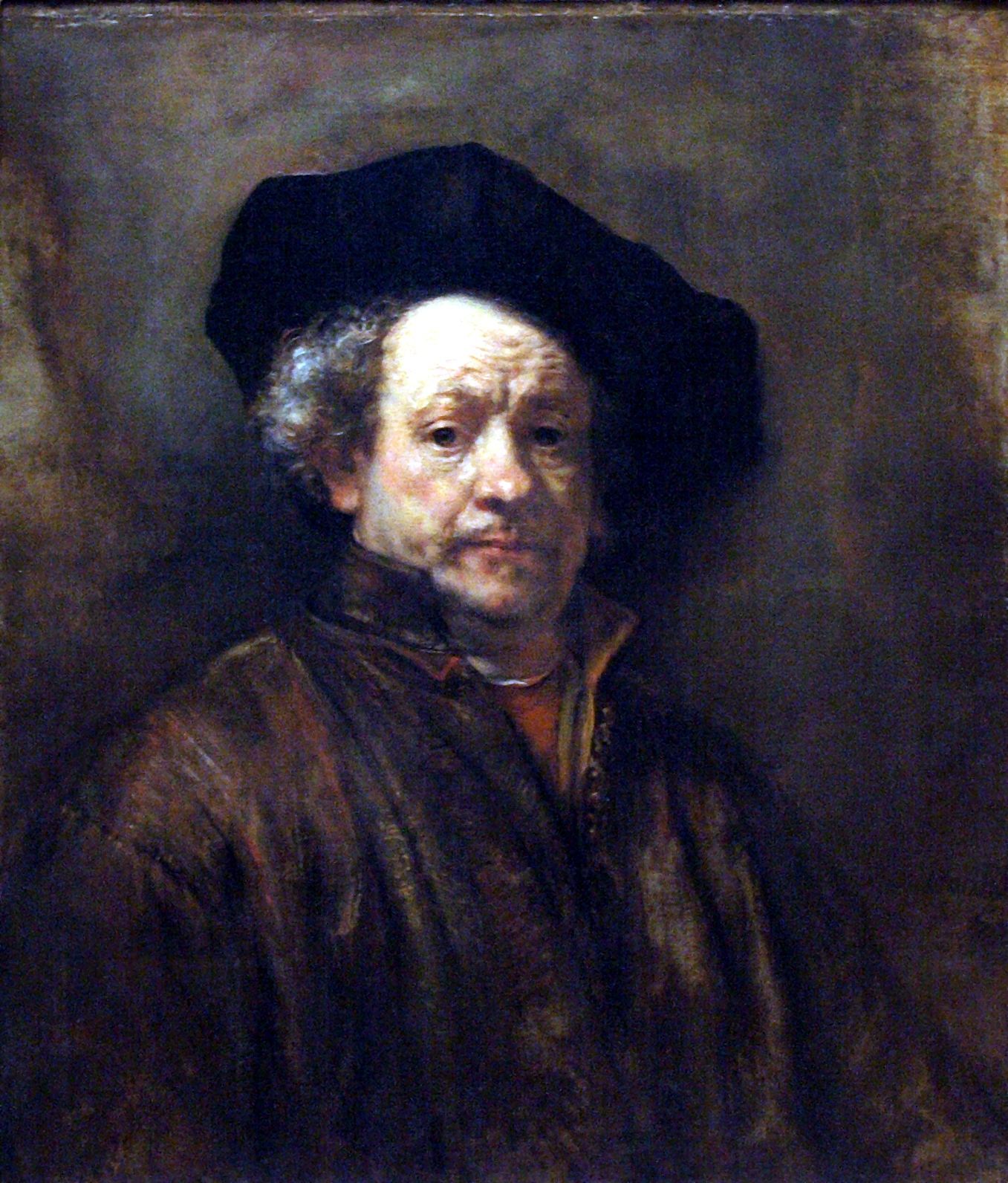
Autorportet de Rembrandt (1660). Utilizarea impasto-ului a fost cu siguranță inspirată de Titian, iar adăugarea impasto-ului a arătat o nouă metodă de iluzie în lucrările artistului.